# Пастораль (театр)

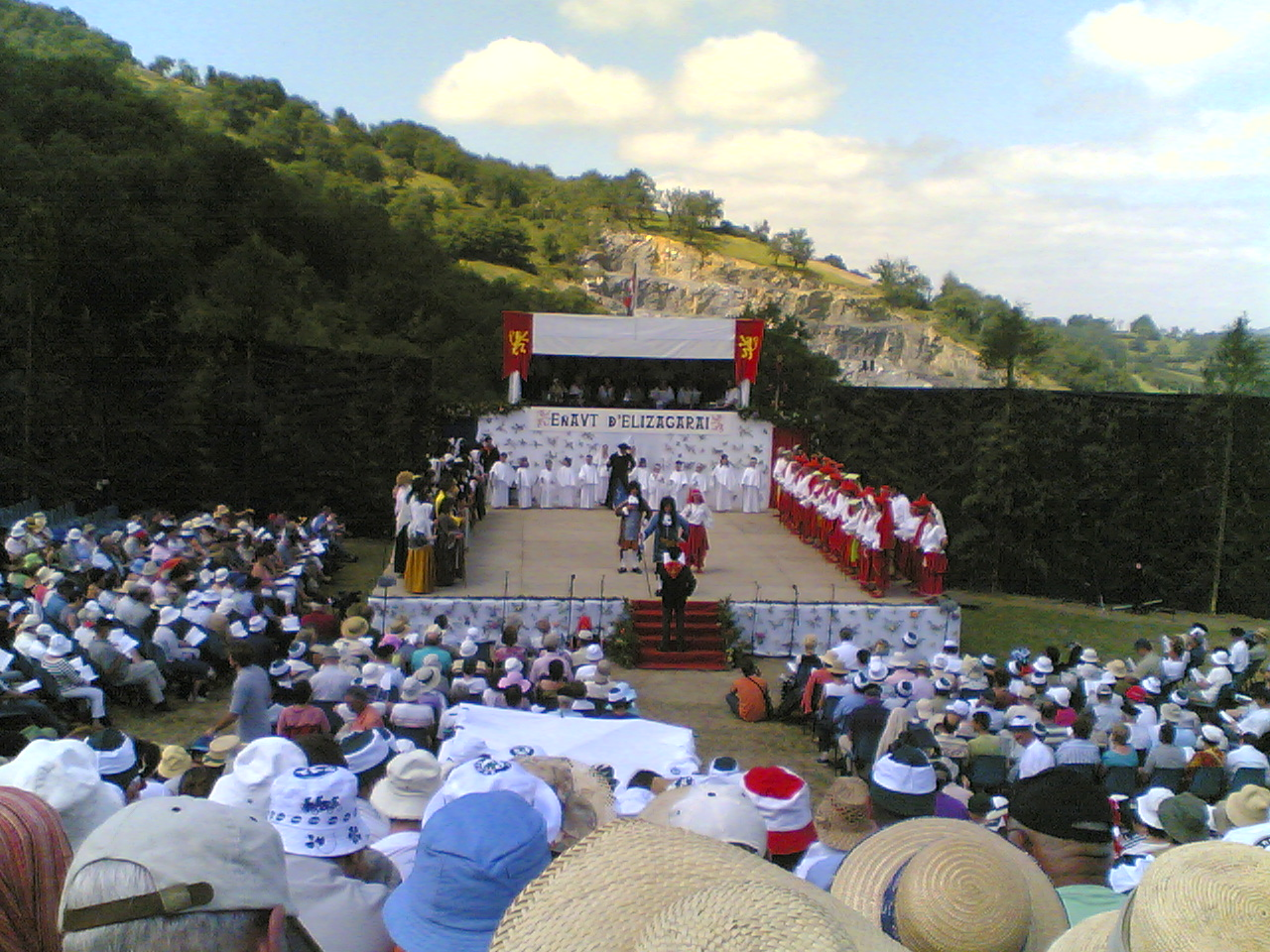
Пастораль у Каму-Сіґ (Camou-Cihigue), 29 липня 2007

Пастора́ль (баск. Pastoral) — жанр традиційного баскського народного театру історичного регіону Субе́роа (Французька Басконія), що являє собою народні масові вистави на релігійні, казкові і побутові теми, які відбуваються на свіжому повітрі.

## Опис
Баскським пасторалям притаманні ряд цікавих особливостей. В першу чергу, баскська пастораль — це не відповідний жанр мистецтва, а радше баскський національний обряд, масова театральна вистава. В пасторалях, за винятком окремих професійних акторів, задіяні непрофесійні — зазвичай усі мешканці певного селища чи містечка або й цілої місцевості, а нерідко заразом і приїжджі туристи. Вистави виконуються просто на вулиці, на дерев'яних помостах, таким чином, що глядачі нерідко бувають задіяні у виставі. 
Пасторалі можуть мати в основі не один сюжет, а декілька. Усі вистави, від початку і до самого кінця, виконуються тільки баскською, зокрема, її сулетенським діалектом. 
Щоліта одна якась місцевість (або селище чи містечко, щоразу нове) в Субероа (Сулетені) здійснює підготовку до проведення пасторалі, що в першу чергу, полягає у виборі сюжету й виготовлення костюмів основних героїв. Сюжетами можуть бути як виключно баскські, так і загально-європейські (західно-європейські класичні). Основні персонажі — королі, святенники, митці, різноманітні історичні персони, в т.ч. і загально-європейські (наприклад, Наполеон). 
Глядачі споглядають пастораль стоячи, що вимагає певної витримки і витривалості, адже в середньому пасторалі тривають протягом 5—6 годин.

## Історія
Історичне походження пасторалей басків зазвичай пов'язують з проведенням західно-європейських містерій доби Середньовіччя, але коріння дійства, на думку дослідників, сягає сивої давнини. Перші письмові згадки саме про баскські пасторалі (у їх сучасній формі), відносяться до XVII — XVIII століть. Безперечно, пастораль відігравала в минулому дуже значну роль у культурному житті басків Субероа. 
Збереглися свідчення, що раніше пасторалі проводилися і в церквах, втім їхня сюжетика була менш світською. 
Широке відновлення й популяризація баскської традиції проведення пасторалей пов'язані з творчою діяльністю баскського поета Етшауна-Ірурі (баск. Etxahun-Iruri, фр. Pierre Bordaçarre), який 1950 року організував першу новочасну пастораль і проводив подальші, зосереджуючи найбільшу увагу не на певній сюжетиці, а на відродженні баскської мовної, культурної та історичної традиції. 
У теперішній час більшість пасторалей влаштовують на честь подій і персоналій недавньої баскської історії, так були проведені дійства, що представляли факти з життя і діяльності Сабіно Арани, Хосе Антоніо Аґірре тощо.

## Етапи дійства
У минулому пасторалі оголошувалися вранці напередодні проведення своєрідною ходою, що отримала назву мунстра (баск. munstra). За сценарієм один з учасників виголошував привітання (баск. pherediküa), не лише вітаючись з натовпом глядачів, а й коротко переповідаючи сюжет пасторалі й представляючи головних дійових осіб. Як і раніше, сучасне святкування-пастораль завжди починається зі своєрідного параду персонажів — учасники вистави, загримовані, в театральних костюмах, верхи на конях або мулах, минають повз усе селище (або містечко). На чолі святкової колони «добрі» герої, позаду них — «погані», а вже завершують театралізовану ходу «найгірші» (зазвичай, актори у костюмах усілякої нечисті, чортів та відьом). Минаючи повз юрми глядачів, учасники ходи танцюють, обертаються, виконують різноманітні трюки (в т.ч. акробатичні, жонглювальні тощо), коверзують, жартують (не завжди пристойно), загалом веселяться й звеселяють оточуючу публіку.
Потому починається власне пастораль. Зазвичай пастораль складається зі значного числа сцен. Один з акторів (незадіяний у основній виставі) допомагає глядачам збагнути суть того, що відбувається. 
Наприкінці виголошується фінальна промова (баск. pherediküa), що підсумовує виставу і є прощанням з глядачами.

## Характерні риси баскських пасторалей
До основних рис художньо-мистецького вираження баскських пасторалей належать:
- Дуалізм — одна з найважливіших рис, що поялгає у чіткому розмежуванні персонажів добрих і лихих, що навіть відбилося у тому, що вони з'являються і покидають сцену з різних дверей по обидва боки сцени (з правобічного — лихі) і їх оголошують різними голосами. Серед добрих — Бог, янголи, святі і монахи, погані герої отримали назву «турки» (баск. türkak), і представлені, крім нечисті, лихими історичними персонажами. Актори у вбранні казкових і міфічних осіб, як то янголів чи чортів, своїми діями (танцями, пантомімами або й репліками) нерідко допомагають «змалювати» певний сюжет, що історично мав місце.
- Музика — раніше служила допоміжним засобом у дійстві (під час виходу персонажів, перевдягання абощо), зараз є одним з елементів; представлена грою на традиційних інструментах (наприклад, флейта).
- Танець — являє центральну вісь усього дійства.